# Przełęcz pod Złotą Górką
Przełęcz pod Złotą Górką (731 m n.p.m.) – przełęcz w Paśmie Bukowskim w Beskidzie Małym, pomiędzy szczytem Porębskiego Gronia (742 m) i Złotej Górki (756 m). Północno-zachodnie stoki przełęczy opadają do dolinki potoku będącego dopływem Domaczki, na południowo-wschodnich wypływają trzy źródłowe cieki dopływu Targaniczanki. Przełęcz i jej stoki porasta las.
Nazwę przełęczy podaje państwowy rejestr nazw geograficznych i bazująca na nim mapa Geoportal. Na mapie Compassu przełęcz nie jest zaznaczona. Południowym stokiem nieco poniżej przełęczy prowadzi zielony szlak turystyczny i stoi Kapliczka Matki Boskiej Śnieżnej pod Złotą Górką, a pod nią wypływa źródło wody. Wejście z przełęczy na szczyt Złotej Górki jest dość strome.
Przełęcz znajduje się w granicach wsi Brzezinka w województwie małopolskim, w powiecie wadowickim, w gminie Andrychów.
Szlak turystyczny
 Przełęcz Bukowska – Porębski Groń – Złota Górka – Targanice – Jawornica – Potrójna – Łamana Skała – Rzyki-Praciaki. Czas przejścia do Targanic: 1:05, ↑ 1:45 h.